# Shingo Itō
Shingo Itō (jap. 伊東 真吾, Itō Shingo; * 28. April 1979 in der Präfektur Saitama) ist ein ehemaliger japanischer Fußballspieler.

## Karriere
Itō erlernte das Fußballspielen in der Schulmannschaft der Bunan High School. Seinen ersten Vertrag unterschrieb er 1998 bei den Kawasaki Frontale. Der Verein spielte in der zweithöchsten Liga des Landes, der Japan Football League. 1999 wurde er mit dem Verein Meister der J2 League und stieg in die J1 League auf. 2000 erreichte er das Finale des J.League Cup. Für den Verein absolvierte er acht Spiele. 2001 wechselte er zum Zweitligisten Omiya Ardija. 2003 wechselte er zum Ligakonkurrenten Montedio Yamagata. Für den Verein absolvierte er drei Spiele. Ende 2003 beendete er seine Karriere als Fußballspieler.

## Erfolge
Kawasaki Frontale
- J.League Cup

Finalist: 2000